# 銀イオンクロマトグラフィー
銀イオンクロマトグラフィー（ぎんイオンクロマトグラフィー、英語: silver ion chromatography）または銀化クロマトグラフィー（argentation chromatography）は、銀の塩を含む固定相を使用するクロマトグラフィーである。銀イオンを含有する固定相はアルケン基の数と種類に基づいて有機化合物を分離するのによく適している。この技術はガスクロマトグラフィーや様々な種類の液体クロマトグラフィー（薄層クロマトグラフィーなど）に利用される。アルケン基を含んでいる分析物はアルケン基を持たない類似化合物よりもゆっくりと溶出される。分離はアルケンの種類にも敏感である。本技術は脂質や脂肪酸の分析において特に有用である。これらの化合物には飽和体と（アルケンを含む）不飽和体の両方が存在することがよく知られている。

## 理論
銀イオンはアルケン錯体を形成する。結合は可逆的であるが、アルケンを含んでいる分析物の溶出を遅らせるには十分である。

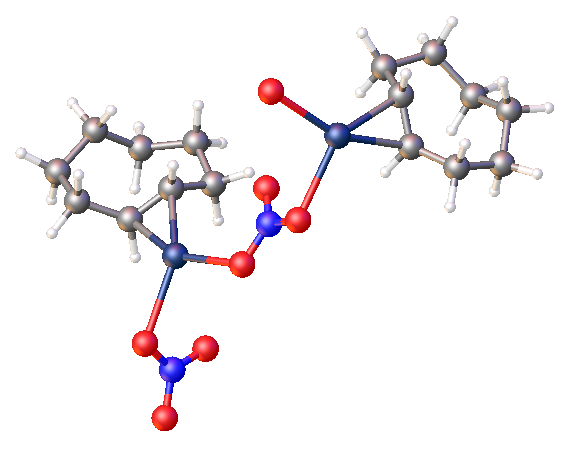
硝酸銀とtrans-シクロオクテンの錯体構造の球棒モデル。原子の色分けは以下の通り: 赤色 = 酸素、明るい青色 = 窒素、暗い青色 = 銀、灰色 = 炭素、白色 = 水素。